# Florea Stănculescu
Florea Stănculescu (n. 1 aprilie 1887, Băilești, Dolj – d. 3 noiembrie 1973, București, România) a fost un arhitect, profesor, constructor și sistematizator român.
În perioada interbelică a studiat și documentat arhitectura tradițională românească autentică. Asta l-a plasat într-o poziție deosebită în comparație cu majoritatea contemporanilor săi interesați de arhitectura rurală idilică, idealizată, după concepția lui Ion Mincu.
A înființat și condus ca director revista Căminul și mai târziu revista Construcții Rurale. Între 1935 și 1937 a fost director al revistei Arhitectura.
După război, a fost coordonator al colectivului de cercetare a arhitecturii populare și a inițiat seria de publicații monografice asupra arhitecturii populare din diverse regiuni ale țării.